# ICal
iCal — програма-органайзер виробництва Apple. Входить до складу стандартної поставки Mac OS X. Серед можливостей програми: синхронізація з різними мобільними пристроями (мобільні телефони, кишенькові комп'ютери тощо), синхронізація з Mac (DotMac) за допомогою iSync, та можливість публікації свого календаря за допомогою WebDAV серверу.

## Dashboard Widget
Починаючи з версії Mac OS X 10.4 Tiger календар доступний з Dashboard у вигляді widget.